# David Joseph Bonnar
David Joseph Bonnar (Pittsburgh, 5 febbraio 1962) è un vescovo cattolico statunitense, dal 17 novembre 2020 vescovo di Youngstown.

## Biografia
David Joseph Bonnar nacque a Pittsburgh, in Pennsylvania, il 5 febbraio 1962 ed è il quarto dei cinque figli di George, macellaio e responsabile del settore della carne per Thorofare Markets, e Mary Bernadette (nata Wilson), casalinga.

### Formazione e ministero sacerdotale
Ha frequentato la Saint Gabriel of the Sorrowful Virgin School e si è diplomato alla Seton LaSalle High School di Mount Lebanon. Nel 1984 ha conseguito il Bachelor of Arts in comunicazioni sociali presso la Duquesne University di Pittsburgh. Ha compiuto gli studi ecclesiastici presso la Pontificia Università Gregoriana come alunno del Pontificio collegio americano del Nord dal 1984 al 1988. Nel 1987 ha conseguito il baccalaureato in teologia.
Il 14 aprile 1988 è stato ordinato diacono nella basilica di San Pietro in Vaticano. Il 23 luglio dello stesso anno è stato ordinato presbitero per la diocesi di Pittsburgh nella chiesa di San Gabriele della Vergine Addolorata ad Whitehall, la sua parrocchia natale. In seguito è stato vicario parrocchiale della parrocchia di San Vito a New Castle dal 1988 al 1992; vicario parrocchiale della parrocchia di Santa Rosalia dal 1992 al 1996; vicario parrocchiale della parrocchia di San Tommaso Moro a Pittsburgh dal 1996 al 1997; direttore delle vocazioni, rettore del seminario e direttore dell'ufficio per i diaconi permanenti dal 1997 al 2002; parroco della parrocchia di San Bartolomeo a Pittsburgh dal 2002 al 2007; decano dal 2005 al 2007; segretario per la vita parrocchiale e vicario episcopale per il clero dal 2007 al 2009; parroco della parrocchia di San Bernardo a Pittsburgh dal 2009 al 2020 e parroco della neoistituita parrocchia di Sant'Aidan a Wexford dal luglio del 2020.
Durante il suo servizio come parroco, Bonnar era noto per la sua personalità socievole e gli sforzi compiuti per rivitalizzare le parrocchie a cui era assegnato. Un portavoce della diocesi e confratello sacerdote ha osservato come Bonnar "si sia dimostrato un meraviglioso leader spirituale e un amministratore molto competente". Alla fine di marzo del 2020, è entrato in auto-quarantena insieme ad altri sacerdoti che prestavano servizio a Pittsburgh e South Hills. Questa è stata una misura precauzionale dopo che un sacerdote della città è risultato positivo al COVID-19, mentre un altro ha sviluppato sintomi lievi dopo essere entrato in contatto con un individuo che era stato infettato dalla malattia.
È stato anche membro del consiglio pastorale dal 2004 al 2006, membro del consiglio diocesano di post-ordinazione, membro del consiglio per il personale clericale, membro del comitato di ammissione al seminario, presidente del comitato di ammissione al diaconato permanente, presidente del comitato per la formazione sacerdotale, presidente del comitato di ammissione dei candidati al sacerdozio, membro del comitato consultivo nazionale della Conferenza dei vescovi cattolici degli Stati Uniti dal 2020, direttore della rivista The Priest dal 2014 e cappellano dei Pittsburgh Steelers.

### Ministero episcopale
Il 17 novembre 2020 papa Francesco lo ha nominato vescovo di Youngstown. Ha ricevuto l'ordinazione episcopale il 12 gennaio successivo nella cattedrale di San Columba a Youngstown dall'arcivescovo metropolita di Cincinnati Dennis Marion Schnurr, co-consacranti il vescovo di Pittsburgh David Allen Zubik e quello di Kalamazoo Paul Joseph Bradley. Durante la stessa celebrazione ha preso possesso della diocesi.

## Genealogia episcopale
La genealogia episcopale è:
- Cardinale Scipione Rebiba
- Cardinale Giulio Antonio Santori
- Cardinale Girolamo Bernerio, O.P.
- Arcivescovo Galeazzo Sanvitale
- Cardinale Ludovico Ludovisi
- Cardinale Luigi Caetani
- Cardinale Ulderico Carpegna
- Cardinale Paluzzo Paluzzi Altieri degli Albertoni
- Papa Benedetto XIII
- Papa Benedetto XIV
- Papa Clemente XIII
- Cardinale Marcantonio Colonna
- Cardinale Giacinto Sigismondo Gerdil, B.
- Cardinale Giulio Maria della Somaglia
- Cardinale Carlo Odescalchi, S.I.
- Cardinale Costantino Patrizi Naro
- Cardinale Lucido Maria Parocchi
- Papa Pio X
- Papa Benedetto XV
- Papa Pio XII
- Cardinale Francis Joseph Spellman
- Cardinale Terence James Cooke
- Vescovo Howard James Hubbard
- Arcivescovo Harry Joseph Flynn
- Arcivescovo Dennis Marion Schnurr
- Vescovo David Joseph Bonnar